# 十字街街道
十字街街道是中华人民共和国江西省南昌市西湖区下辖的一个乡镇级行政单位。

## 行政区划
十字街街道下辖以下地区：
胶皮巷社区、十字街社区、前进路社区、司马庙社区、福山花园社区、上窑湾社区、坛子口社区、建设桥社区、江电家委会、省公路局家委会、省中行家委会、紫荆花园社区、星加坡花园社区、鑫印社区、莱茵半岛社区、洪抚社区和同盟村。